# Ben Saxton
Ben Saxton, né le 21 novembre 1988 à Calgary, est un joueur de beach-volley canadien. Il participe aux Jeux olympiques d'été de 2016 avec Chaim Schalk.